# Dwingeloo 2
Dwingeloo 2 (również PGC 101304) – mała galaktyka nieregularna znajdująca się w gwiazdozbiorze Kasjopei w odległości 9,8 mln lat świetlnych od Ziemi.
Została odkryta w 1994 roku przez zespół astronomów korzystających z radioteleskopu Dwingeloo Radio Telescoop w Holandii. Galaktyka ta jest satelitą większej Dwingeloo 1. Obie galaktyki należą do grupy galaktyk Maffei.